# 相似記号
相似記号（そうじきごう）は「∽」のかたちをした数学記号である。相似記号の左右で表される図形が相似であることを示す。

## 幾何における用途
相似記号の左右の図形が相似であることを示す。
一般には2次元の図形に対して用いるが、3次元以上の場合にもこの記号が用いられる。

### 使用例
```
△ABC ∽ △DEF （三角形ABCと三角形DEFが相似である）
```

## 字形について
この図形は日本ではアルファベットの「S」（英語で「相似」を表す「similar」の頭文字）を90°左に回転させた形か「∞」の一部を除いた形で表記される。
欧米では相似を示す記号をチルダで表す。

## 符号位置
| 記号 | Unicode | JIS X 0213 | 文字参照         | 名称                |
| ---- | ------- | ---------- | ---------------- | ------------------- |
| ∽    | U+223D  | 1-2-70     | &#x223D; &#8765; | 相似 REVERSED TILDE |